# Дридорф
Дридорф (њем. Driedorf) општина је у њемачкој савезној држави Хесен. Једно је од 23 општинска средишта округа Лан-Дил. Према процјени из 2010. у општини је живјело 5.168 становника. Посједује регионалну шифру (AGS) 6532007.

## Географски и демографски подаци
Дридорф се налази у савезној држави Хесен у округу Лан-Дил. Општина се налази на надморској висини од 486 метара. Површина општине износи 47,6 km². У самом мјесту је, према процјени из 2010. године, живјело 5.168 становника. Просјечна густина становништва износи 109 становника/km².

## Међународна сарадња
| Мјесто | Држава    | Врста сарадње | Од    |
| ------ | --------- | ------------- | ----- |
|        | Француска | контакт       | 2000. |
| Извор  |           |               |       |